# Typ VI
| Typ VI, Serie Vyborg         | Typ VI, Serie Vyborg                              |
| ---------------------------- | ------------------------------------------------- |
|                              |                                                   |
| Technische Daten (Überblick) |                                                   |
| Werft:                       | VEB Warnowwerft, Warnemünde                       |
| Vermessung:                  | 8718 BRT / 5084 NRT                               |
| Tragfähigkeit:               | 12.200 t                                          |
| Länge über Alles:            | 150,70 m                                          |
| Länge zwischen den Loten:    | 140,00 m                                          |
| Breite:                      | 20,00 m                                           |
| Seitenhöhe:                  | 11,55 m                                           |
| Tiefgang:                    | 8,86 m                                            |
| Antrieb:                     | 1 × K9Z70/120A5 Dieselmotor auf 1 × Festpropeller |
| Gesamtleistung:              | 5994 kW                                           |
| Geschwindigkeit:             | 18 Knoten                                         |
| Besatzung:                   | 34                                                |

Die Frachtschiffe der Baureihe Typ VI, auch Serie Vyborg genannt, sind Mehrzweck-Stückgutschiffe der Warnow-Werft.

## Geschichte
Hergestellt wurde die Serie von 1963 bis 1969 in 31 Einheiten, wobei zum Ende der Serie weitere drei technisch sehr ähnliche Schiffe des Typs Pazifik entstanden. Es wurden 18 Schiffe für die Sowjetunion, je vier Schiffe für norwegische und französische Reedereien, drei für die Volksrepublik China und zwei für Schweizer Rechnung gebaut. Vorgesehen sind die als Volldecker ausgeführten Schiffe vorwiegend für den kombinierten Transport von Stückgut, Schwergut und Industrieausrüstungen, sowie Kühl und Gefrierladung, aber auch Schüttgutladungen und teilweise Kraftfahrzeuge.
- Erstes Schiff und Namensgeber der Serie war die am 5. November 1963 übergebene Vyborg mit der Baunummer 431. Die Vyborg wurde 1987 in Beidor umbenannt und ab dem 2. August 1987 in Aliağa abgebrochen.[1]
- Die 1965 gebaute Velikiye Ustyug mit der Baunummer 439 sank am 13. März 1968 auf der Position 41° 35′ N, 51° 53′ W.[2]
- Die 1968 mit der Baunummer 457 vom Stapel gelassene Hai Men wurde 1992 in Xing Long umbenannt und wird als letztes in Fahrt verbliebenes Schiff der Baureihe von der chinesischen Reederei HOSCO betrieben.[3]
- Letztes Schiff der Baureihe war die am 28. November 1969 mit der Baunummer 474 abgelieferte Neptune Amethyst. Das Schiff am wurde 1985 in Dong Guang umbenannt. Am 11. Oktober 1996 begann man in Calcutta mit der Verschrottung der Dong Guang.[4]

Auffällig in der Baureihe ist, dass trotz der großen Schiffsanzahl nur ein einziger Schiffsverlust stattfand und ein Großteil der Typ-VI-Schiffe eine kurze Betriebsdauer von oft nur rund zwanzig Jahren und darunter hatte.

## Technik
Angetrieben wurden die Schiffe von einem direkt auf den Festpropeller wirkenden 5994 kW Zweitakt-Dieselmotor des Typs K9Z70/120A5, den der Hersteller VEB Dieselmotorenwerk Rostock in Lizenz der von MAN fertigte.
Die mit einem Wulstbug versehenen Rümpfe sind in Sektionsbauweise zusammengefügt.
Die fünf Hauptladeräume mit einem Rauminhalt von 16.779 m3 Kornraum und 16.134 m3 Ballenraum verfügen über ein Zwischendeck. Die beiden Kühlladeräume verfügen über weitere 717 m3 Rauminhalt. Es können in einigen Schiffen der Baureihe auch Kraftfahrzeuge auf zusätzlichen klappbaren Zwischendecks transportiert werden. Das an drei „A“-förmigen Zweibeinmasten angebrachte Ladegeschirr besteht aus zehn 5/10-Tonnen-Ladebäumen, vier 10-Tonnen-Ladebäumen, einem durch Umsetzen für die Laderäume II un III verwendbaren 60-Tonnen-Schwergutbaum und einem 2-Tonnen-Bordwippkran.

## Die Schiffe der Serie
| - Vyborg, Baunummer 431 - Vyazma, Baunummer 432 - Velikiye Luki, Baunummer 433 - Janecke Reed, Baunummer 434 - Vyatka, Baunummer 435 - Kiang Men, Baunummer ? - Volzhsk, Baunummer 436 - Vatutino, Baunummer 437 - Velizh, Baunummer 438 - Velikiye Ustyug, Baunummer 439 - Vereya, Baunummer 440 | - Jolanda, Baunummer 441 - Yu Men, Baunummer 442 - Vysokogorsk, Baunummer ? - Vitim, Baunummer ? - Jiang Men, Baunummer 443 - Volkhov, Baunummer 444 - Volodarsk, Baunummer 446 - Cassarate, Baunummer 448 - Caribia, Baunummer 449 - Volsk, Baunummer 450 | - Votkinsk, Baunummer 451 - Vostochnyy, Baunummer 454 - Vysotsk, Baunummer 455 - Volchansk, Baunummer 456 - Hai Men, Baunummer 457 - Anjou, Baunummer 470 - Auvergne, Baunummer 471 - Ville de Reims, Baunummer 472 - Neptune Aquamarine, Baunummer 473 - Neptune Amethyst, Baunummer 474 |  |

## Galerie

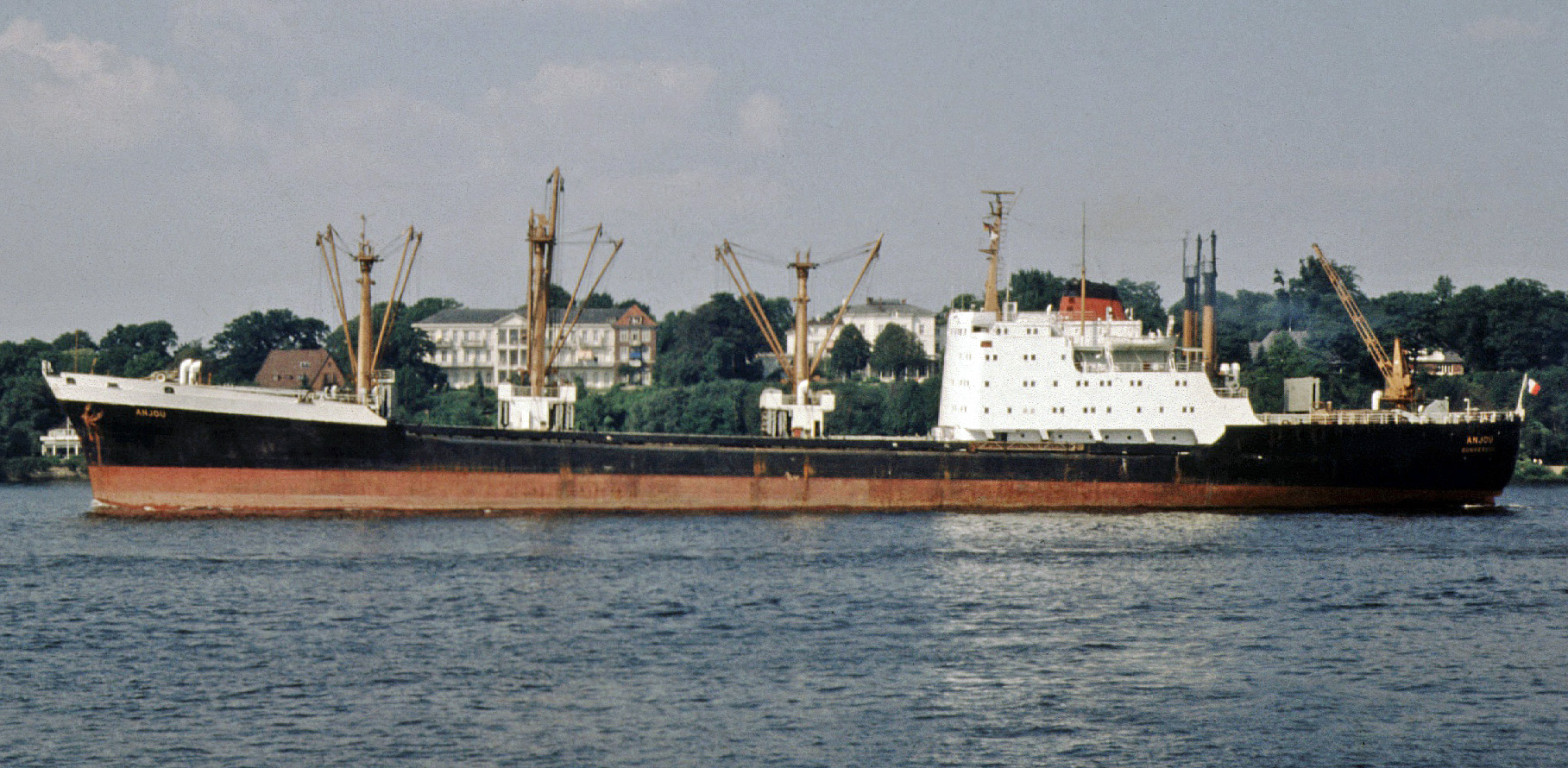
Anjou 1973 in Hamburg
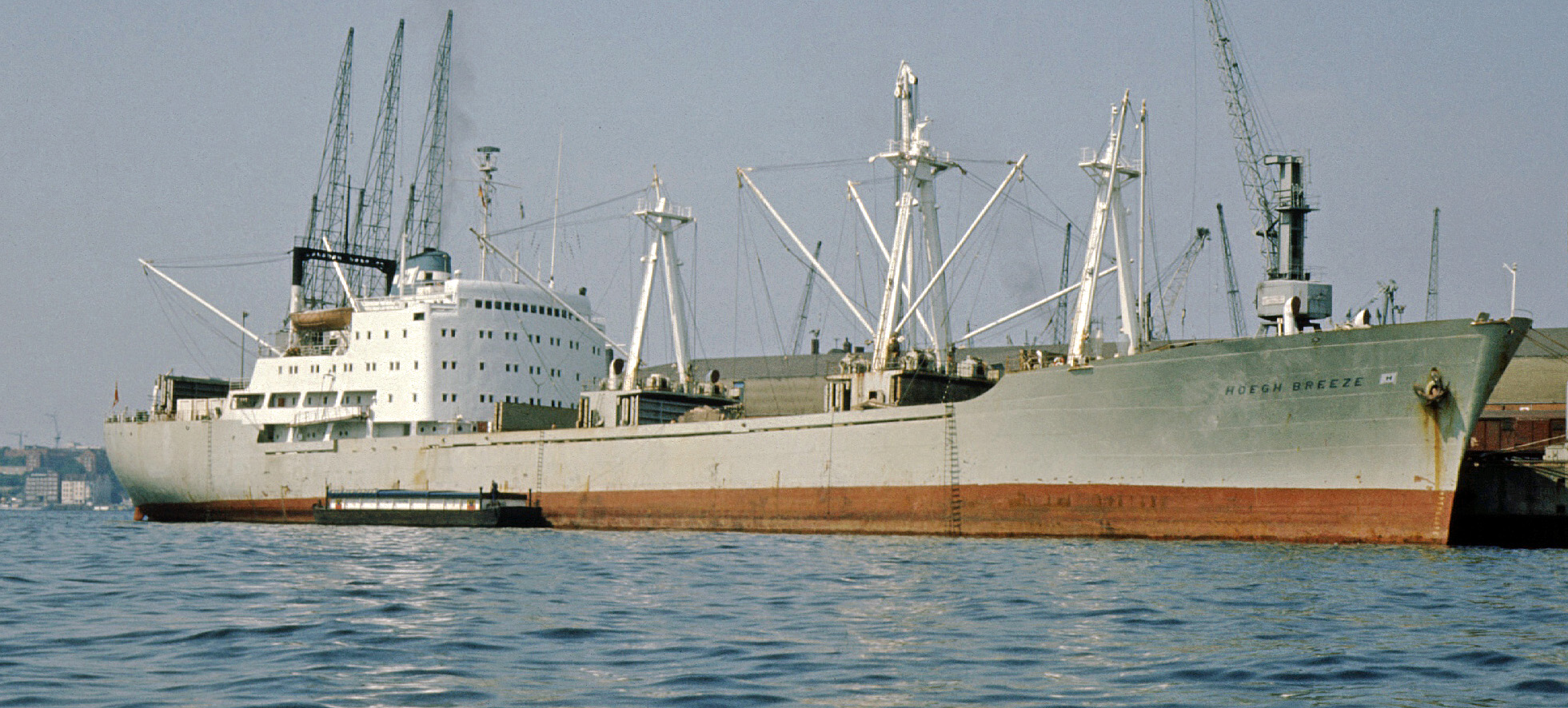
Janecke Reed, hier als Höegh Breeze (1973)
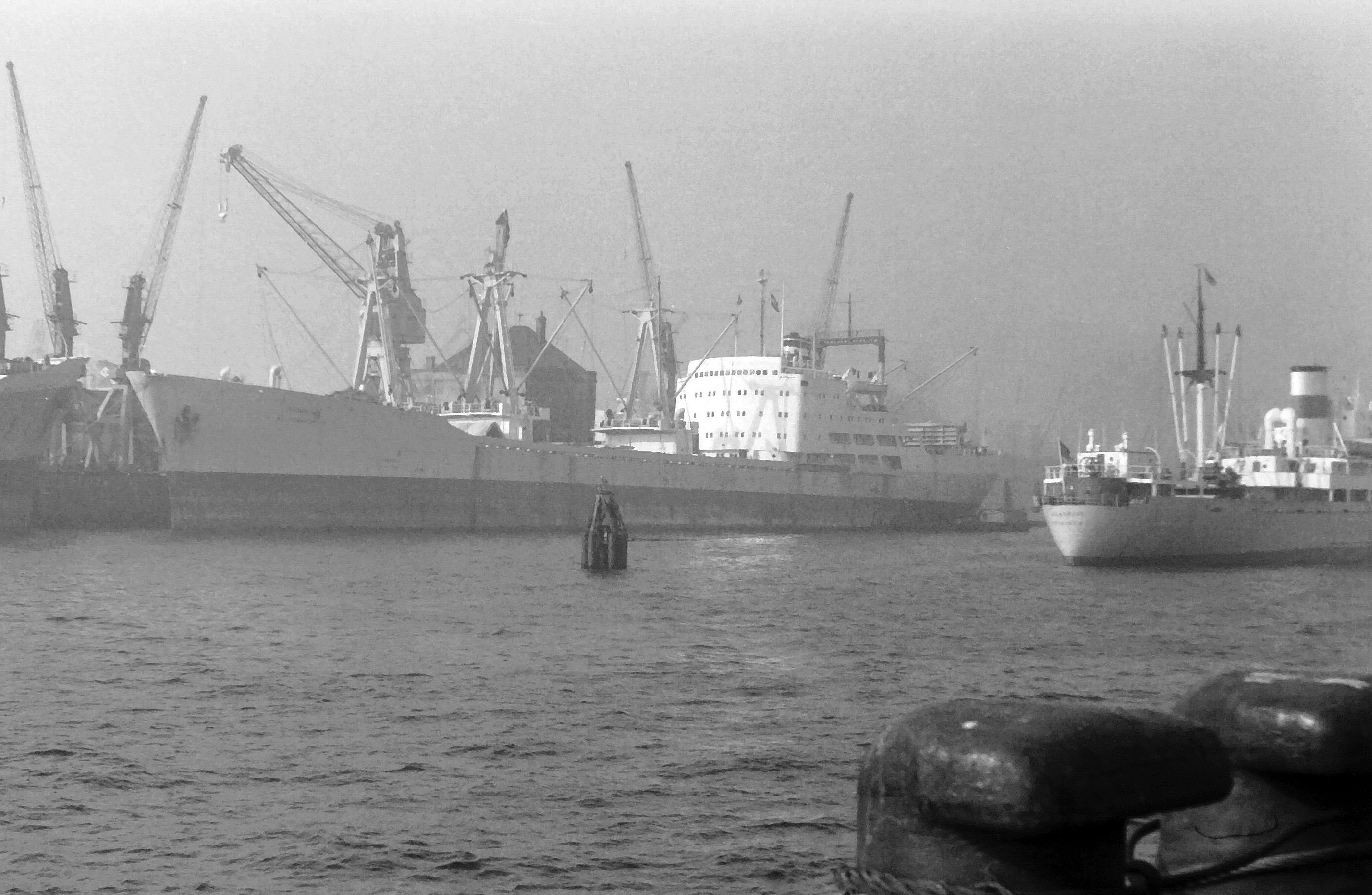
Jolanda, hier als Al Mubarakiah (1969)
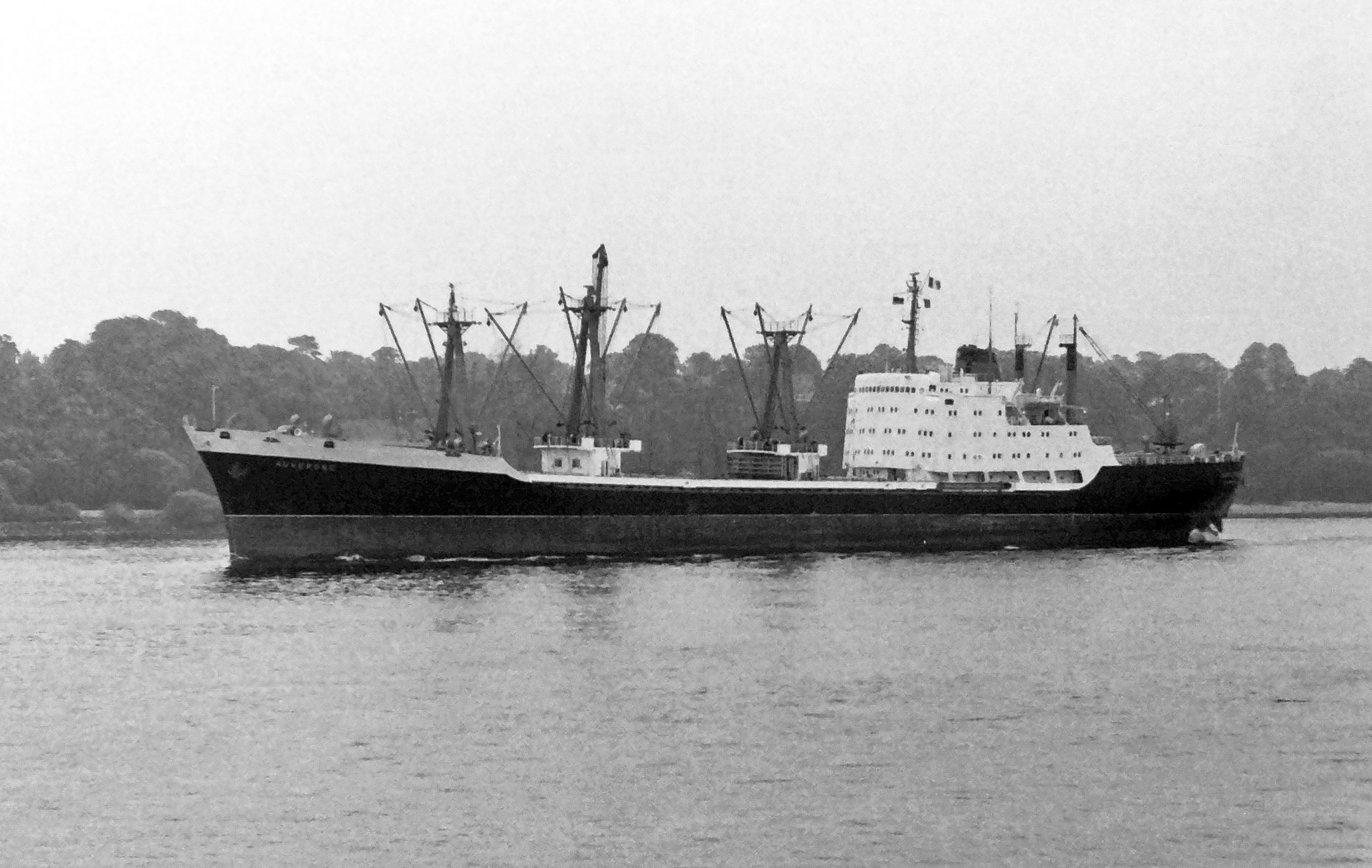
Auvergne (1969)